# Agenor Girardi
Agenor Girardi MSC (ur. 2 lutego 1952 w Orleans, zm. 8 lutego 2018 w Porto União) – brazylijski duchowny katolicki, biskup União da Vitória w latach 2015–2018.

## Życiorys
Święcenia kapłańskie przyjął 5 września 1982 w zgromadzeniu Misjonarzy Najświętszego Serca Jezusowego. Przez wiele lat pracował w zakonnych parafiach na terenie Brazylii, był także m.in. rektorem niższego seminarium w Francisco Beltrão, mistrzem nowicjatu oraz kierownikiem centrum teologicznego w Kurytybie.
22 grudnia 2010 papież Benedykt XVI mianował go biskupem pomocniczym archidiecezji Porto Alegre oraz biskupem tytularnym Furnos Maior. Sakry biskupiej udzielił mu 25 marca 2011 biskup José Antônio Peruzzo.
6 maja 2015 papież Franciszek mianował go biskupem diecezji União da Vitória.
Zmarł w szpitalu w Porto União 8 lutego 2018.